# Шірабад-Махале
Шірабад-Махале (перс. شیرآبادمحله) — село в Ірані, у дегестані Хавік, у бахші Хавік, шагрестані Талеш остану Ґілян. За даними перепису 2006 року, його населення становило 550 осіб, що проживали у складі 140 сімей.

## Клімат
Середня річна температура становить 13,81°C, середня максимальна – 27,32°C, а середня мінімальна – 0,01°C. Середня річна кількість опадів – 842 мм.
| Клімат поселення                              | Клімат поселення | Клімат поселення | Клімат поселення | Клімат поселення | Клімат поселення | Клімат поселення | Клімат поселення | Клімат поселення | Клімат поселення | Клімат поселення | Клімат поселення | Клімат поселення | Клімат поселення |
| Показник                                      | Січ.             | Лют.             | Бер.             | Квіт.            | Трав.            | Черв.            | Лип.             | Серп.            | Вер.             | Жовт.            | Лист.            | Груд.            |                  |
| Середній максимум, °C                         | 10,58            | 10,48            | 12,36            | 16,88            | 20,80            | 25,32            | 27,32            | 27,01            | 22,66            | 20,01            | 15,41            | 11,46            |                  |
| Середня температура, °C                       | 5,34             | 5,23             | 7,12             | 11,65            | 15,56            | 20,08            | 23,46            | 23,14            | 18,79            | 16,14            | 11,55            | 7,61             |                  |
| Середній мінімум, °C                          | 0,12             | 0,01             | 1,90             | 6,42             | 10,34            | 14,83            | 19,59            | 19,29            | 14,94            | 12,28            | 7,68             | 3,73             |                  |
| Норма опадів, мм                              | 74               | 69               | 71               | 54               | 43               | 27               | 12               | 38               | 100              | 150              | 108              | 96               |                  |
| Середньомісячна швидкість вітру, м/с          | 2.39             | 2.50             | 2.50             | 2.40             | 2.37             | 2.64             | 2.70             | 2.50             | 2.18             | 2.09             | 2.00             | 2.10             |                  |
| Середньомісячна сонячна радіація, кДж/м²·день | 6764             | 9063             | 11232            | 15746            | 19917            | 22730            | 23665            | 20041            | 16098            | 10926            | 8296             | 6351             |                  |
| --------------------------------------------- | ---------------- | ---------------- | ---------------- | ---------------- | ---------------- | ---------------- | ---------------- | ---------------- | ---------------- | ---------------- | ---------------- | ---------------- | ---------------- |
| Джерело:                                      |                  |                  |                  |                  |                  |                  |                  |                  |                  |                  |                  |                  |                  |